# Bistum Benjamín Aceval
Das Bistum Benjamín Aceval (lat.: Dioecesis Beniaminacevalensis, span.: Diócesis de Benjamín Aceval) ist eine in Paraguay gelegene römisch-katholische Diözese mit Sitz in Benjamín Aceval.

## Geschichte
Das Bistum Benjamín Aceval wurde am 28. Juni 1980 durch Papst Johannes Paul II. aus Gebietsabtretungen des Bistums Concepción (Paraguay) und des Apostolischen Vikariates Pilcomayo errichtet und dem Erzbistum Asunción als Suffraganbistum unterstellt.

## Bischöfe von Benjamín Aceval
- Mario Melanio Medina Salinas, 1980–1997, dann Koadjutorbischof von San Juan Bautista de las Misiones
- Cándido Cárdenas Villalba, 1998–2018
- Amancio Francisco Benítez Candia, seit 2018